# Pseudococcus moldavicus
Pseudococcus moldavicus är en insektsart som beskrevs av Savescu 1985. Pseudococcus moldavicus ingår i släktet Pseudococcus och familjen ullsköldlöss.
Artens utbredningsområde är Rumänien. Inga underarter finns listade i Catalogue of Life.